# White Frog
White Frog è un film del 2012 diretto da Quentin Lee.

## Trama
Nick Young è un giovane liceale sofferente della sindrome di Asperger e costantemente trascurato dai suoi genitori. L'unico ad occuparsi di lui è il fratello maggiore Chaz. Quando Chaz muore in un incidente stradale, Nick è costretto a fare affidamendo solo a sé stesso per continuare ad andare avanti nella vita.
Inoltre si ritroverà a scoprire aspetti del fratello di cui nessuno era a conoscenza, come la sua omosessualità e il suo sogno di diventare un ballerino.

## Riconoscimenti
- 2012 - Philadelphia Asian
American Film Festival
  - Festival Prize al miglior film a Quentin Lee, Wentertainment Productions
- 2013 - FilmOut San Diego
  - FilmOut Audience Awards al miglior attore a Booboo Stewart